# Perito
Perito (italià), o Prito en dialecte cilentano, és una vila i una comune a la Província de Salern a la regió de Campània al sud-oest de la Península Itàlica. El 2011 comptava amb una població de 1.007.

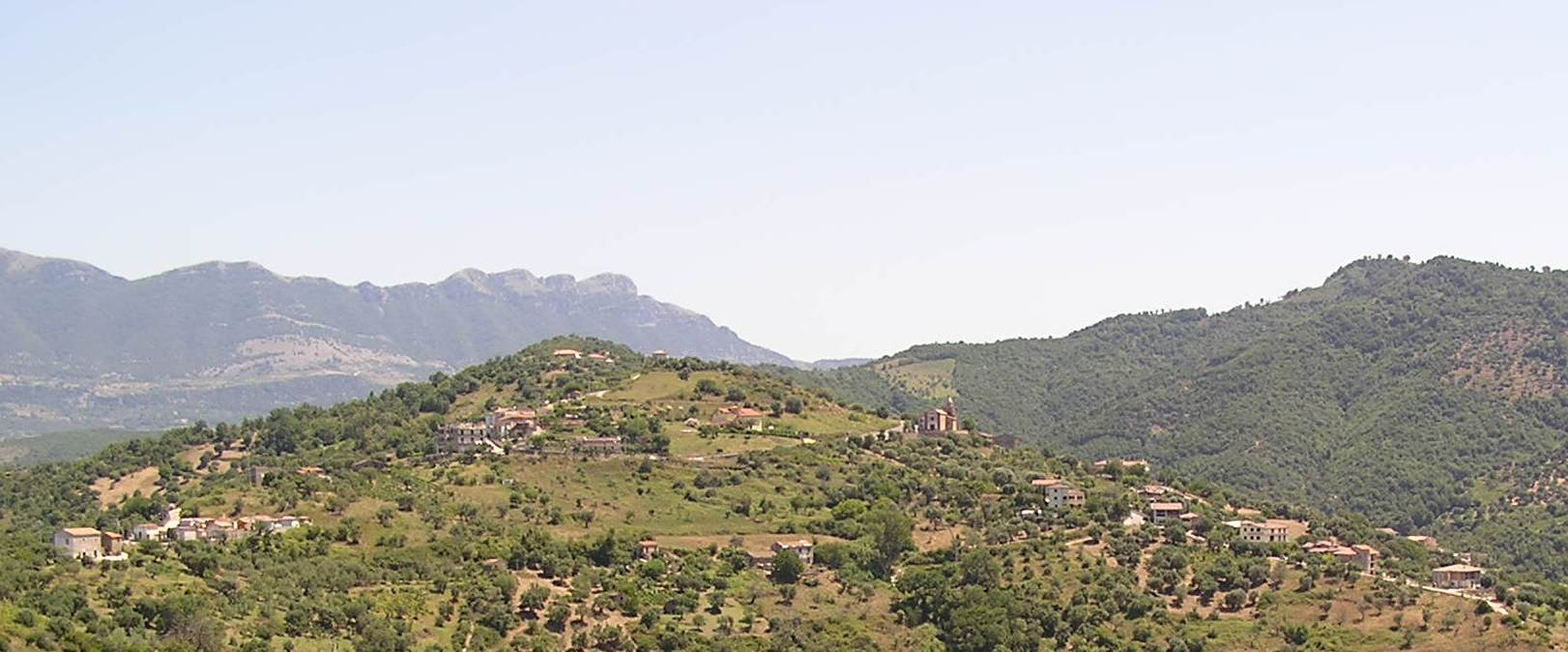
Vista del llogaret d'Ostigliano

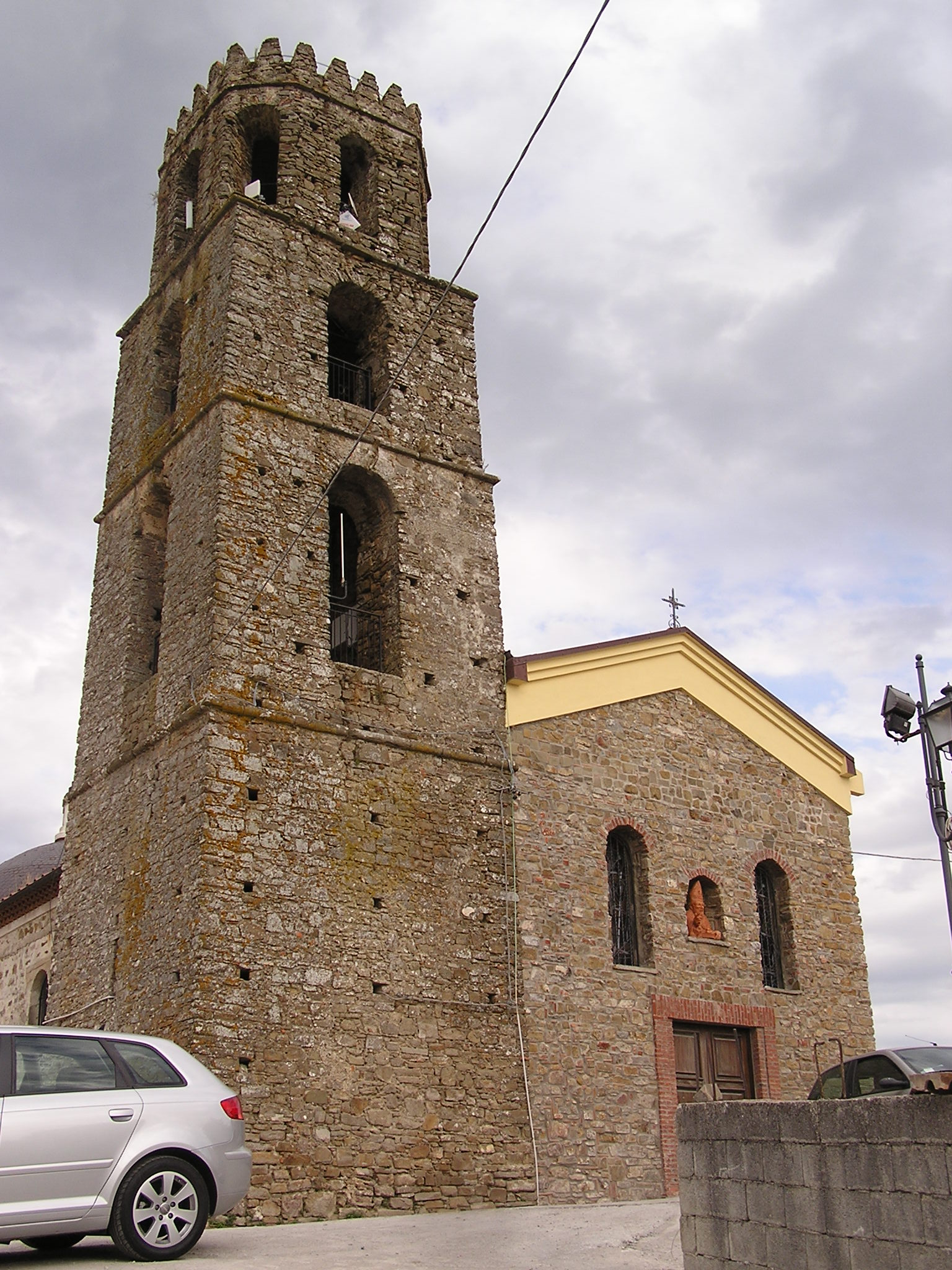
L'església medieval de S. Nicolà

Perito és una vila encimbellada sobre un turó a Cilento, inclosa dins del parc nacional de Cilento, Vallo di Diano e Alburni. El territori municipal, parcialment creuat pel riu Alento, limita amb els de Cicerale, Lustra, Monteforte Cilento, Orria, Prignano Cilento, Rutino i Salento. Compta dins del seu territori amb el llogarret (frazione) d'Ostigliano (pob.: 431).
A l'edat mitjana Perito jugà un important paper com a vila fortificada en el control de les valls properes. Des del 1801 fins al 1860 era un llogaret d'Orria, esdevenint un municipi independent.